# 席札翼龙属
席札翼龙（学名：Seazzadactylus）是生存于晚三叠世期间今意大利地区的一属原始翼龙目。

## 发现
1997年，业余古生物学家翁贝托·韦尼尔（Umberto Venier）在席札溪（Seazza brook）河床的一块巨石中发现翼龙骨骼，此地点正位于多洛米蒂山普雷奥内附近该河与塔利亚门托河的交汇处之前。韦尼尔将该发现带往乌迪内的弗留利自然历史博物馆（Museo Friulano di Storia Naturale）。古生物学家法比奥·马克·达拉维奇亚（Fabio Marco Dalla Vecchia）在经部分清修过后于科学文献中宣布此发现。达拉维奇亚于2003年将此标本归入真双型齿翼龙。然而到了2009年，进一步清修使他得出结论称其代表科学意义上的新物种，与真双型齿翼龙或卡尼亚翼龙均不相同。
2019年，达拉维奇亚命名并描述了模式种韦氏席札翼龙（Seazzadactylus venieri）。属名组合席札溪及希腊语（手指）。种名致敬发现者韦尼尔。
正模标本MFSN 21545发现于多伦米亚迪弗尼组的一层中，该层段的地质年龄可追溯到诺利阶中期至晚期。标本由含颅骨及下颌的部分骨骼组成。该骨骼已经脱节，但其中所含骨头的发现位置彼此靠近。其缺少尾部及大部分脚部骨骼，代表一只尚未完全长大的亚成体。

## 描述

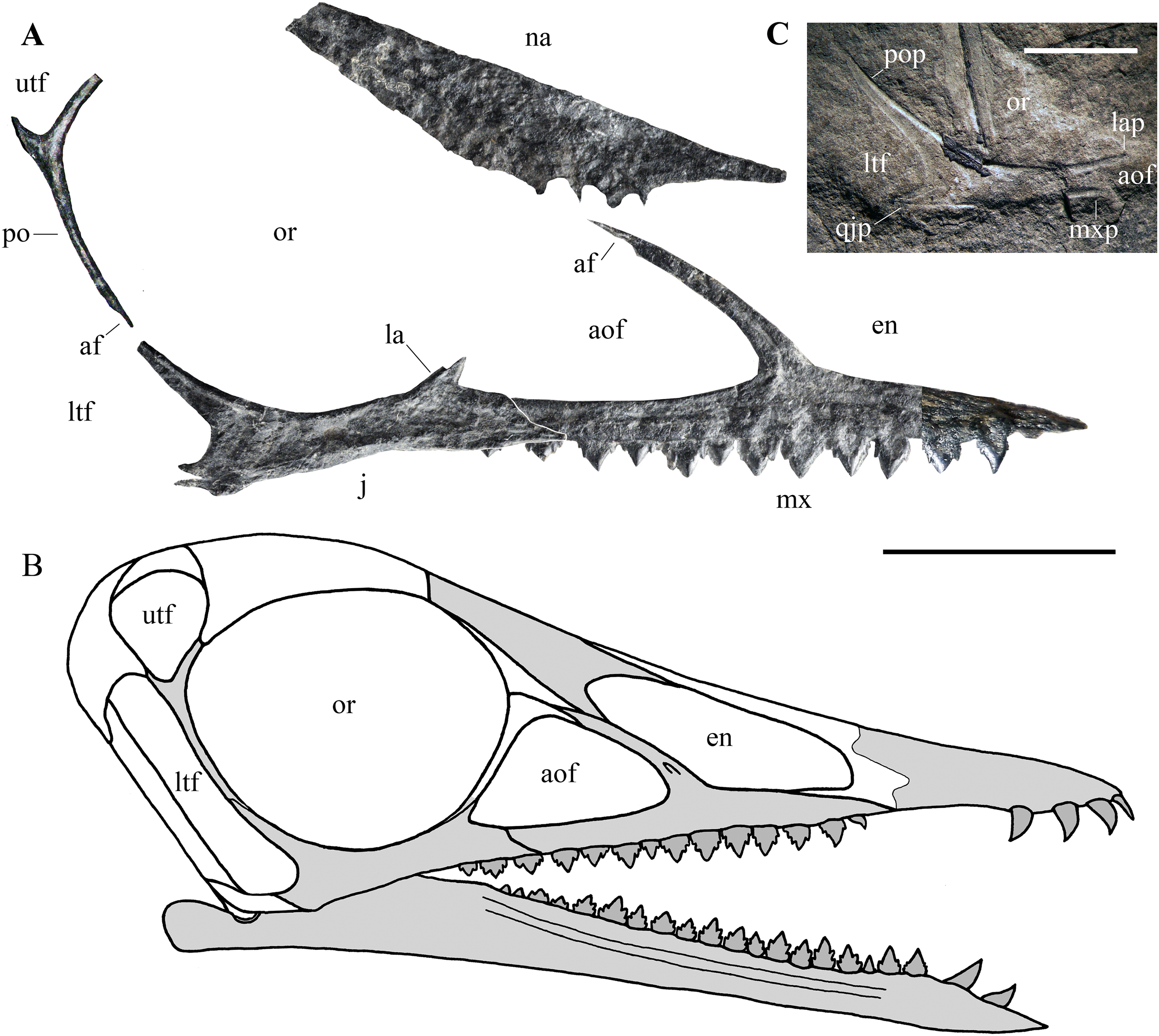
颅骨重建

达拉维奇亚确认了大量衍生特征。前颌骨仅有前半截存在牙齿。颧骨前支高，向前向下逐渐变细，形成一尖锐针形尖端。颧骨主体中间有一大孔。翼骨前支与外侧成直角。位于翼骨后方的外翼骨有一个向颧骨方向下弯的外侧支和一个后支。上颌骨及齿骨上的牙齿有多个尖，有时多达六七个，缺乏生有三尖的萌出齿。第一、第二及第三颗上颌齿下弯，弯曲度依次减小。肩胛骨向后呈扇形扩张。翼骨小而细，形状类似感叹号。

## 种系发生学
席札翼龙于2019年归入翼龙目，置于单窗孔类以外的一处基干位置。一项系统发育分析显示，席札翼龙是一个亦包含北极翼龙、奥地利龙、卡尼亚翼龙、莱提亚翼龙及空枝翼龙的未命名演化支的一部分。该演化支最终于马修·巴伦（Matthew G. Baron）2020年一项研究中命名为空枝翼龙科。在演化树中，席札翼龙位于奥地利龙的正上方、卡尼亚翼龙的下方。真双型齿翼龙并未发现是席札翼龙的近亲，而是处于曲颌形翼龙以下的一个更衍生位置。